# Verkiezingen voor het Europees Parlement 2009/Kandidatenlijst/Europa Voordelig! en Duurzaam
Hieronder staat de kandidatenlijst van de Nederlandse afdeling van Europa Voordelig! & Duurzaam voor de Europese Parlementsverkiezingen 2009.

## Kandidatenlijst
1. Frank Neumann
2. Emiel Lamers
3. Merel Tilstra
4. Tom Bucx
5. Ben Holewijn

CDA · 
PvdA ·
VVD ·
GroenLinks ·
SP ·
CU-SGP ·
D66 ·
Newropeans ·
Europa Voordelig! & Duurzaam ·
Solidara ·
PvdD ·
Europese Klokkenluiders Partij ·
De Groenen ·
PVV ·
Liberaal Democratische Partij ·
Partij voor Europese Politiek ·
Libertas